# Жіноча збірна Словенії з хокею із шайбою
Жіноча збірна Словенії з хокею із шайбою  — національна жіноча збірна команда Словенії, яка представляє країну на міжнародних змаганнях з хокею. Функціонування команди забезпечується Хокейним союзом Словенії.

## Результати

### Виступи на чемпіонатах світу
- 2000 – 5 місце (Дивізіон ІІ)
- 2001 – 2 місце (Дивізіон ІІІ)
- 2004 – 2 місце (Дивізіон ІІІ)
- 2005 – 1 місце (Дивізіон ІІІ)
- 2007 – 6 місце (Дивізіон ІІ)
- 2008 – 2 місце (Дивізіон ІІІ)
- 2009 – турнір не відбувся[1]
- 2011 – 4 місце (Дивізіон ІІІ)
- 2012 – 5 місце (Дивізіон ІІА)
- 2013 – 6 місце (Дивізіон ІІА)
- 2014 – 2 місце (Дивізіон ІІВ)
- 2015 – 1 місце (Дивізіон ІІВ)
- 2016 – 5 місце (Дивізіон ІІА)
- 2017 – 5 місце (Дивізіон ІІА)
- 2018 – 5 місце (Дивізіон ІІА)
- 2019 – 1 місце (Дивізіон ІІА)
- 2022 – 6 місце (Дивізіон ІВ)
- 2023 – 4 місце (Дивізіон ІВ)
- 2024 – 5 місце (Дивізіон ІВ)
- 2025 – 6 місце (Дивізіон ІВ)